# Азины (гетероциклические)
Азины — гетероциклические соединения, содержащие в шестичленном цикле, наряду с атомами углерода, не менее двух других атомов, из которых, по крайней мере, один — атом азота.
Азины с двумя атомами азота в кольце называют диазинами, например пиримидин, с тремя — триазинами, например циануровая кислота, с четырьмя атомами азота — тетразинами. Пентазины в настоящее время (2011) неизвестны.
К числу азинов, в цикл которых входят, кроме азота, другие атомы, относятся, например, оксазин, тиазин. Азины обладают основным характером и дают соли с кислотами.
Азины играют важную роль в процессах жизнедеятельности; синтетические азины широко используют в синтезе лекарственных препаратов и красителей.
| Азины     | Азины   | Азины     | Азины     | Азины   | Азины    | Азины     |
| --------- | ------- | --------- | --------- | ------- | -------- | --------- |
| Название  | Пиридин | Пиридазин | Пиримидин | Пиразин | Триазины | Тетразины |
| Структура |         |           |           |         |          |           |